# Siggeir
Siggeir ou Sigueiro é o rei da Gotalândia na Saga dos Volsungos. Em Skáldskaparmál ele é tido como um dos Siklings, parente de Sigar, que por sua vez matou o herói Hagbard. Hversu Noregr byggðist especifica que o último Sigar foi sobrinho de Siggeir (Sigarr var faðir Siggeirs, er átti Signýju, dóttur Völsungs konungs.).
De acordo com a Saga dos Volsungos, Siggeir se casou com Signy, irmã gêmea de Sigmund e filha do rei Volsungo. No banquete de casamento, Odin aparece sob forma humana e crava sua espada numa árvore, alertando que somente o escolhido poderia retirá-la do local. Somente Sigmund consegue, e a espada se mostra excelente. Siggeir oferece uma grande quantia pelo equipamento, mas a recusa o irrita, provocando o desejo por vingança.
Consequentemente, Siggeir convida Volsungo e seus filhos para uma visita à Gotalândia. Quando o clã chega ao local, são atacados pelos locais, Volsungo é morto e seus filhos são capturados. A mãe de Siggeir se transforma em loba, e a cada noite devora um dos filhos de Volsungo, exceto por Sigmund. Signy havia passado mel no rosto de seu irmão, e, ao chegar, a loba começa a lamber o mel. Sigmund morde a língua do animal, matando-o, e rapidamente foge para a floresta.
Siggeir e Signy tiveram dois filhos. Quando o mais velho completou dez anos, foi mandado para Sigmund para ser treinado para a vingança dos Volsungos. O garoto não passou no teste de coragem, e por isso Signy ordenou sua morte. O filho mais novo teve o mesmo destino. Sob disfarce de bruxa (Völva), Signy se encontra com Sigmund, cometem incesto e geram o Sinfjötli. Após aventuras juntos, Sigmund e seu filho Sinfjötli matam Siggeir.